# Mika Mutō
 (mai 2025).
Si vous disposez d'ouvrages ou d'articles de référence ou si vous connaissez des sites web de qualité traitant du thème abordé ici, merci de compléter l'article en donnant les références utiles à sa vérifiabilité et en les liant à la section « Notes et références ».
Pour les articles homonymes, voir Muto.
Mika Mutō (武藤水華, Mutō Mika, née le 31 janvier 1992 à Saitama,  Japon), est une ex-chanteuse et idole japonaise du Hello! Project qu'elle rejoint en 2004, sélectionnée avec le Hello! Pro Egg. En 2007, elle est intégrée à l'équipe de futsal du H!P Gatas Brilhantes, et au groupe de J-pop qui en est dérivé, Ongaku Gatas.
Elle quitte toutes ces formations et le H!P le 28 avril 2008 pour continuer ses études.

## Liens
- (ja) Ongaku Gatas: site officiel
- (ja) Gatas Brilhantes: site officiel